# Organy Hammonda

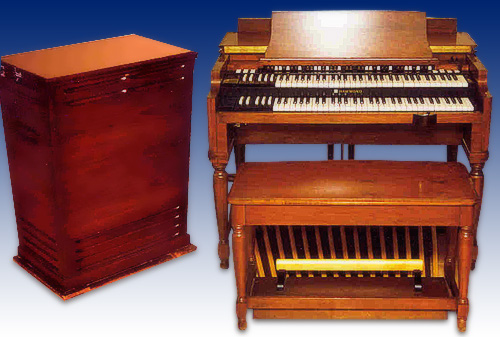
Organy Hammonda

Wirnik dyskowy obracający się w polu magnetycznym

Organy Hammonda – elektryczny instrument muzyczny wynaleziony przez amerykańskiego wynalazcę Laurensa Hammonda. Pierwszy z tej grupy instrumentów, który wszedł do masowej produkcji i użytku. Produkowany i popularny wśród muzyków do dziś.

## Historia i budowa
Organy Hammonda zostały skonstruowane przez amerykańskiego zegarmistrza Laurensa Hammonda. Pierwszy egzemplarz instrumentu wyprodukowano w 1935 roku. Instrument był produkowany przez przedsiębiorstwo Hammond Organ Company mieszczące się w Evanston, Illinois w USA.
Działanie organów Hammonda opiera się na tej samej zasadzie, co o około 30 lat wcześniejszego instrumentu Telharmonium. Zespół dyskowych wirników, na których powierzchni nacięte były różnego rodzaju żłobki obracał się w polu magnetycznym generując prąd elektryczny o charakterystyce zawierającej szereg harmonicznych składowych. Organy produkowały wibrujący, intrygujący, ciepły i przyjemny dla ucha dźwięk. Wczesne instrumenty posiadały oddzielną konsolę i część wykonawczą. W późniejszych wersjach zintegrowano je w jedną całość. Najnowsza wersja instrumentu XE-1 jest wręcz miniaturowa, gdyż generator elektromagnetyczny zastąpiono cyfrowym.
Klasyczna konstrukcja instrumentu posiada dwie 61-klawiszowe klawiatury i 25 (lub w wersji koncertowej 32) pedały. Efekt wibrującego dźwięku uzyskuje się zwykle dzięki wirującym głośnikom Leslie. Status kultowego Hammonda zyskał model B3, który jest jedynym instrumentem produkowanym obecnie w wersji z elektronicznym generatorem.
Obecnie organy z mechanicznym generatorem dźwięku nie są produkowane. Produkuje się natomiast instrumenty z generatorem elektronicznym wytwarzającym brzmienie zbliżone do pierwowzoru. Najbardziej dokładne odzwierciedlenie brzmienia występuje w modelu B3, który wygląda tak samo, jak tradycyjna wersja modelu B3.

## Zastosowanie
Pierwotnie organy Hammonda miały być alternatywą dla organów piszczałkowych w kościołach w USA. Niekiedy można ten instrument usłyszeć na filmach amerykańskich, w których akcja dzieje się wewnątrz kościoła podczas jakiejkolwiek ceremonii oraz śpiewania muzyki gospel.
Organy Hammonda znalazły szerokie zastosowanie w muzyce rockowej lat 60. – pierwszymi muzykami, którzy zaczęli posługiwać się tym instrumentem w swoich zespołach, byli Georgie Fame i Graham Bond. Później były zwłaszcza używane przez zespoły nurtu zwanego brytyjską inwazją (m.in. The Nice i Procol Harum), a następnie w rocku psychodelicznym, w rocku progresywnym lat 70. i hard rocku (m.in. Pink Floyd, Deep Purple). W Polsce używane były między innymi przez Czesława Niemena, Andrzeja Zielińskiego i Wojciecha Karolaka. W późniejszym okresie popularność tego instrumentu w muzyce rockowej zmalała.
Organy Hammonda znalazły także pewne zastosowanie w muzyce poważnej, między innymi Karlheinz Stockhausen wykorzystał je w swej kompozycji Mikrophonie II. W muzyce rozrywkowej jednak królowały one przez całe lata pięćdziesiąte i sześćdziesiąte XX wieku. Znaczenie ich zmalało po wprowadzeniu syntezatorów, lecz nawet potem były i nadal są cenionym instrumentem.
Jedyne na świecie Muzeum Hammonda mieści się w Polsce w Kielcach (Pałac Tomasza Zielińskiego). Stała ekspozycja instrumentów prezentuje ponad 60 modeli organów Hammonda.